# Otto Cars
Gunnar Otto Fredrik Cars, född 18 december 1946, är en svensk professor vid institutionen för medicinska vetenskaper vid Uppsala universitet.
Cars har under många år arbetat med infektionssjukdomar och gjort insatser för att få till stånd rationell användning av antibiotika och minska riskerna för antibiotikaresistens. 
Cars var en av initiativtagarna vid bildandet 1995 av det svenska nätverket STRAMA - "Strategigruppen för rationell antibiotikaanvändning och minskad antibiotikaresistens", och på liknande sätt 2005 en drivande kraft bakom bildandet av det internationella nätverket ReAct med syftet att "with the goal to be a global catalyst, advocating and stimulating for global engagement on the issue of antibiotic resistance by collaborating with a broad range of organizations, individuals and stakeholders. The idea was to bridge a medical and technical issue to broad social and political action".
Cars har varit rådgivare till ett flertal Europeiska och internationella organisationer, däribland den Europeiska smittskyddsmyndigheten (ECDC) EU:s läkemedelsmyndighet (EMEA) och Världshälsoorganisationen (WHO). Cars utsågs 2017 till en av experterna i FN:s samverkansgrupp om antimikrobiell resistens (AMR).
Cars är medförfattare till fler än 200 medicinska vetenskapliga artiklar, där många handlar om olika aspekter av antibiotikabehandling. Hans publicering har 2024 enligt Research.com över 19 000 citeringar och ett d-index på över 61.

## Utmärkelser
- 2015 – Hans Majestät Konungens medalj, 8:e storleken i Serafimerordens band[7]

- 2015 – Uppsala universitets Rudbeckmedalj[8]

- 2017 – Illis Quorum, 12:e storleken, för sitt arbete mot antibiotikaresistens som ökat den internationella politiska medvetenheten om detta allvarliga problem.[9]

- 2022 – Forska!Sveriges hedersutmärkelse[10]